# Prospektus
A prospektus egy olyan nyomtatott vagy digitális kiadvány, amely egy terméket, szolgáltatást vagy vállalkozást mutat be röviden és érthetően. Általában reklám- vagy tájékoztató célokat szolgál, és vizuálisan is vonzó formában készült.

## Jellemzői
- Tartalma: Információkat tartalmaz a kínált termékről vagy szolgáltatásról, például     előnyöket, árakat, műszaki adatokat vagy kapcsolatfelvételi lehetőségeket.
- Formátuma: Lehet hajtogatott szórólap, füzet vagy digitális PDF, attól függően,     hogy milyen részletességű információt szeretne közölni.
- Célja: Az érdeklődők tájékoztatása, meggyőzése vagy vásárlásra ösztönzése.

A prospektusok gyakran használatosak cégek, utazási irodák, egyetemek, ingatlanügynökségek és egyéb szolgáltatók körében, hogy átfogó képet adjanak az ajánlatukról.

## A prospektus története
A prospektus története szorosan összefügg a nyomtatás fejlődésével és a reklámkommunikáció kialakulásával. Bár az információs kiadványok már az ókori Rómában is léteztek, a modern értelemben vett prospektusok a nyomtatás feltalálásával jelentek meg.

### A prospektus fejlődésének főbb mérföldkövei
1. Korai nyomtatott kiadványok (15-17. század) – Gutenberg könyvnyomtatásának (1450-es évek) feltalálása után megjelentek az első nyomtatott hirdetések és tájékoztató lapok, majd már a 16-17. században egyre több kereskedelmi célú szórólap és katalógus jelent meg, különösen Európában, aminek részeként a vásárok és piacok előtt osztogattak termékismertetőket és eseményeket hirdető lapokat.
2. A reklám és a nyomdaipar fejlődése (18-19. század) – Az ipari forradalommal együtt terjedtek el a széles körben nyomtatott reklámanyagok, köztük az első modern értelemben vett prospektusok. A vállalatok, különösen az ipar és kereskedelem szereplői, egyre gyakrabban használták a nyomtatott anyagokat termékeik és szolgáltatásaik népszerűsítésére, majd megjelentek a színes nyomtatású reklámprospektusok is, amelyek vonzóbbá tették a hirdetéseket.
3. A tömegkommunikáció és a reklámipar fellendülése (20. század) – Az újságok és magazinok mellett a prospektusok is tömegesen elterjedtek, különösen az USA-ban és Európában. A nagyobb cégek, például az autógyártók és az elektronikai vállalatok, részletes termékprospektusokat készítettek a potenciális vásárlók számára. Az 1950-es évektől kezdve a marketingtudomány fejlődésével a prospektusok egyre célzottabb és vizuálisan igényesebb formát öltöttek.
4. Digitális forradalom és modern prospektusok (21. század) – Az internet és a digitális nyomtatás fejlődésével megjelentek az interaktív, online prospektusok (PDF, webalapú katalógusok). A környezettudatosság miatt sok vállalat áttért a digitális kiadványokra, csökkentve a papírfelhasználást. A nyomtatott prospektusok továbbra is népszerűek, különösen luxuscikkek, ingatlanok, turizmus és ipari termékek esetében.

## Prospektus fajtái
A prospektusoknak többféle típusa létezik attól függően, hogy milyen célt szolgálnak és milyen formátumban készülnek. Az alábbiakban a leggyakoribb típusokat sorolom fel:

### Reklámprospektus
- Célja: Egy termék vagy szolgáltatás népszerűsítése, vásárlásra ösztönzés.
- Jellemzői: Színes, figyelemfelkeltő design, rövid szövegek, akciók és kedvezmények kiemelése.
- Példa: Szupermarketek heti akciós újságja, elektronikai áruházak ajánlatai.

### Termék- vagy szolgáltatásprospektus
- Célja: Egy adott termék vagy szolgáltatás részletes bemutatása.
- Jellemzői: Technikai specifikációk, használati előnyök, képek és árazás.
- Példa: Autómárkák modellismertetői, építőipari cégek anyagkatalógusai.

### Cég- vagy vállalati prospektus
- Célja: Egy vállalat bemutatása, márkaépítés, üzleti partnerek vagy befektetők meggyőzése.
- Jellemzői: A cég története, küldetése, főbb szolgáltatások, referenciák, kapcsolattartási adatok.
- Példa: Egy nyomda vagy építőipari vállalat bemutatkozó kiadványa.

### Idegenforgalmi és turisztikai prospektus
- Célja: Turisták számára egy adott helyszín, város vagy ország bemutatása.
- Jellemzői: Látványos képek, rövid leírások, térképek, programajánlók.
- Példa: Utazási irodák katalógusai, szállodák prospektusai, városi turisztikai kiadványok.

### Oktatási prospektus
- Célja: Iskolák, egyetemek, képzések bemutatása a leendő diákoknak.
- Jellemzői: Képzési programok, tantárgyak, jelentkezési információk, oktatói kar bemutatása.
- Példa: Egyetemek felvételi tájékoztatója, nyelviskolák kurzuskínálata.

### Befektetési vagy pénzügyi prospektus
- Célja: Pénzügyi termékek (pl. részvények, befektetési alapok) ismertetése.
- Jellemzői: Részletes gazdasági és jogi információk, pénzügyi kockázatok, hozamkilátások.
- Példa: Bankok befektetési ajánlatai, részvénykibocsátási tájékoztatók.

### Digitális prospektus (E-Prospektus)
- Célja: Online elérhető, könnyen megosztható információs anyagok.
- Jellemzői: Interaktív elemek, kattintható linkek, videók beágyazása, PDF vagy webes formátum.
- Példa: Online katalógusok, digitális turisztikai prospektusok.

A prospektusok típusa mindig az adott célközönség és a felhasználási terület szerint változik.